# Nazionale maschile di beach soccer della Tunisia
La nazionale di beach soccer della Tunisia rappresenta la Tunisia nelle competizioni internazionali di beach soccer. È controllata dalla Federazione Tunisina di Calcio.